# Mestre do departamento especial
Mestre do departamento especial (em grego: ἐπὶ τοῦ εἰδικοῦ [λόγου]; romaniz.: Epi tou eidikou; lit. "encarregado do [departamento] especial), também conhecido como secretário especial ([e]idikos), ou, do século XI em diante, como logóteta do departamento especial (logothetes tou eidikou), foi um oficial do Império Bizantino que controlou o departamento conhecido como "especial" (eidikon), um tesouro e armazém especial.

## História e funções

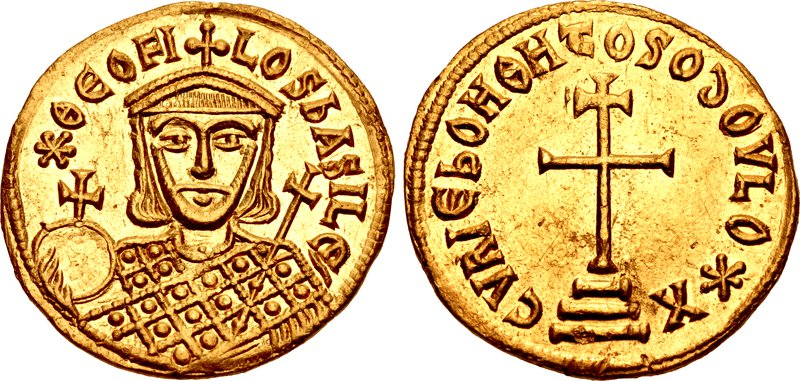
Soldo do imperador bizantino Teófilo r.

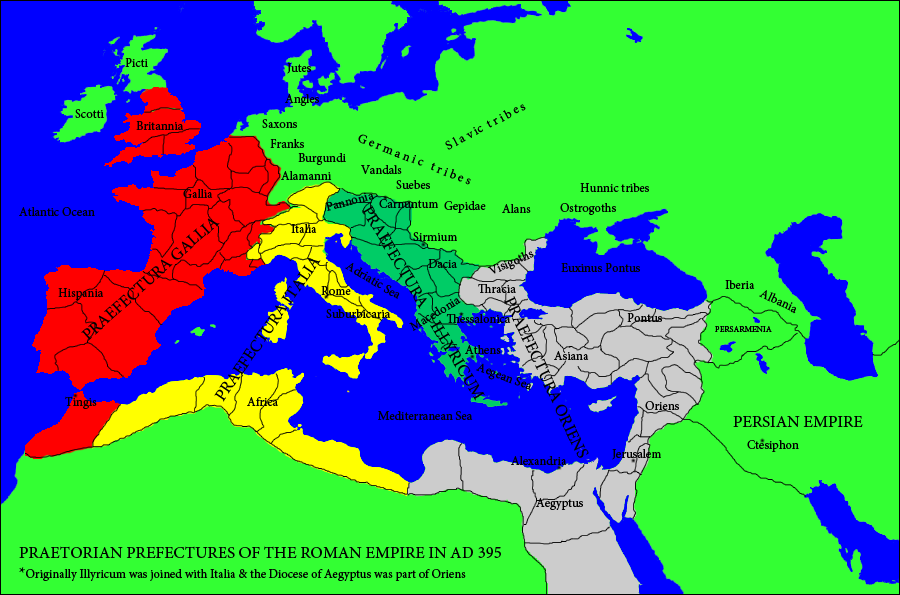
Prefeituras pretorianas do Império Romano em 395

A origem do ofício é disputada: o departamento é atestado pela primeira vez no reinado do imperador Teófilo (r. 829–842), mas alguns estudiosos (e.g. R. Guilland) derivam a etimologia do departamento eidikon da palavra idikos, "privado", indicando uma continuação do ofício romano tardio de conde da fortuna privada (em latim: comes rerum privatarum). Esta visão é rejeitada por outros, notadamente J. B. Bury, que vê-o como uma instituição totalmente separada, justapondo o departamento "especial" ao departamento "geral" (genikon), e considera-o como originário nos departamentos militares das prefeituras pretorianas romano tardias. E. Stein, por outro lado, conecta-o à palavra eidos, "vaso", e considerou o departamento especial como um tesouro da receita paga em espécia em vez de moeda.
O departamento especial cumpriu a função dupla de tesouro imperial e armazém. Como tesouro, armazenou vários metais preciosos como prata ou ouro, e foi responsável pelo pagamento dos salários anuais (rogai) dos oficiais de nível senatorial. Como armazém, o departamento controlou as fábricas de Estado produzindo equipamento militar (as fábricas romano tardias) e foi responsável pelo suprimento de materiais necessários para expedições, variando de armas para "velas, cordas, couros, machados, cera, estanho, chumbo, barris" para a frota ou mesmo vestimentas árabes para espiões imperiais. Para expedições nas quais o imperador tomou parte, o mestre acompanhou o exército à frente de seu próprio comboio de bagagem de 46 cavalos de carga carregando tudo, "de sapatos a castiçais", bem como grandes somas em moedas de ouro e prata para o uso do imperador.
O departamento ainda é atestado tão tarde quanto 1081, mas foi provavelmente abolido algum tempo depois; R. Guilland sugere que o logotésio dos ecíacos ("homens do lar") tomou suas funções (cf. logóteta doméstico).

## Pessoal
Como todos os chefes de departamentos bizantinos, o mestre tinha alguns oficiais subordinados:
- Notários imperiais (em grego: βασιλικοί νοτάριοι; romaniz.: basilikoi notarioi), como em todos os departamentos fiscais, geralmente de nível espatário ou inferior; um protonotário é atestado no período Comneno.[11][12]
- Arcontes das fábricas (em grego: ἄρχοντες τῶν ἐργοδοσίων; romaniz.: archontes tōn ergodosiōn) e mizóteros das fábricas (em grego: μειζότεροι τῶν ἐργοδοσίων; romaniz.: meizoteroi tōn ergodosiōn). Como seus nomes indica, supervisionaram fábricas estatais individuais de seda, joias, armas, etc. Eles são bem atestados em selos do século VII em diante, e do século IX em diante são frequentemente chamados curadores (kouratores).[11][13][14]
- Hebdomadários especiais (em grego: ἑβδομαδάριοι τοῦ εἰδικοῦ; romaniz.: hebdomadarioi tou eidikou), serventes palacianos.[11][14]

A sede do departamento especial era um edifício especial dentro do Grande Palácio de Constantinopla, que a tradição associa a Constantino, o Grande (r. 306–337). Estava situado entre os grandes muros do Triconco e o Lausíaco, próximo do salão de audiência imperial do Crisotriclino.